# Harrison Gray Dyar
Harrison Gray Dyar est un entomologiste américain, né le 14 février 1866 à New York et mort le 19 janvier 1929.
Il est le fils d’Harrison Gray Dyar et d’Eleonora Rosella née Hannum. Il obtient son Bachelor of Sciences au Massachusetts Institute of Technology en 1889, son Master of Arts à Columbia en 1894 ainsi que son Ph. D. en 1895. Il se marie le 14 octobre 1889 avec Zella Peabody dont il aura deux enfants.
De 1895 à 1897, il travaille comme assistant au département de bactériologie de Columbia. À partir de 1897, il travaille sur les lépidoptères au National Museum of Natural History. De 1915 à 1917, il est assistant pour le service d’entomologie du ministère de l’Agriculture des États-Unis. Il se remarie en 1921 avec Wellesca Pollock Allen.
Il est notamment l’auteur de The Mosquitoes of North and Central American and the West Indies (cosigné avec Leland Ossian Howard (1857-1950) et Frederick Knab (1865-1918), quatre volumes paraissant de 1912 à 1917) et de The Mosquitoes of the Americas (1928). Il est le responsable du Journal of New York Entomological Society (de 1904 à 1907) et des Proceedings of Entomological Society (de 1909 à 1912).
Sa très importante collection d’insectes est actuellement conservée au National Museum of Natural History.